# Anel de noivado de Diana, Princesa de Gales

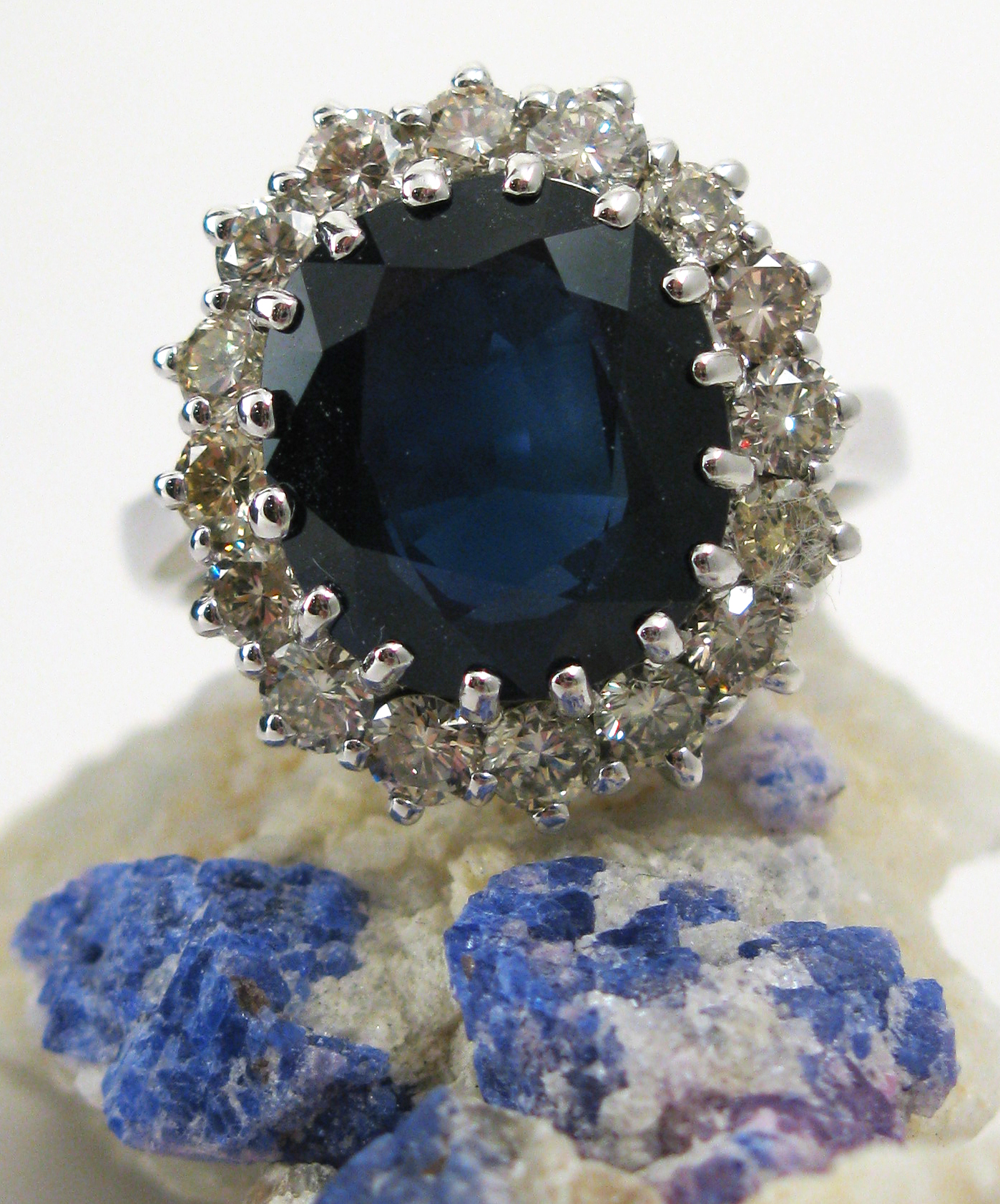
Uma réplica da joia

O Anel de noivado de Diana, Princesa de Gales é uma joia que foi dada a, então, Lady Diana Spencer em seu noivado com o, então, Príncipe de Gales em fevereiro de 1981. O anel possui uma grande safira azul oval de 18 quilates no centro rodeada por 14 diamantes brancos pequenos. A joia foi criada pela joalheria Garrard e custou, na época, 28 mil libras em taxas de câmbio atuais.
Após o divórcio de Diana e Carlos, o anel voltou a posse do Príncipe de Gales e, anos depois, em outubro de 2010, o anel foi dado pelo príncipe Guilherme à sua namorada de longa data Kate Middleton, que detém a posse da joia atualmente. Após o anúncio do noivado do casal, popularizou-se no mundo todo a venda de cópias da joia.